# Xã May, Quận Kearney, Nebraska
Xã May (tiếng Anh: May Township) là một xã thuộc quận Kearney, tiểu bang Nebraska, Hoa Kỳ. Năm 2010, dân số của xã này là 125 người.